# Zuidoost-Duits voetbalkampioenschap 1913/14
In 1913/14 werd het achtste voetbalkampioenschap gespeeld dat georganiseerd werd door de Zuidoost-Duitse voetbalbond. Askania Forst werd kampioen en plaatste zich voor de eindronde om de Duitse landstitel. De club werd in de eerste ronde uitgeschakeld door Berliner BC 03.

## Deelnemers aan de eindronde
| Club                          | Gekwalificeerd als         |
| ----------------------------- | -------------------------- |
| Verein Breslauer Sportfreunde | Kampioen van Breslau       |
| FC Viktoria Forst             | Kampioen van Neder-Lausitz |
| ATV Liegnitz                  | Kampioen van Neder-Silezië |
| SC Preußen Görlitz            | Kampioen van Opper-Lausitz |
| Beuthener SuSV 09             | Kampioen van Opper-Silezië |
| Deutscher SV Posen            | Kampioen van Posen         |
| FC Askania Forst              | Titelverdediger            |

## Eindronde

### Kwalificatie
FC Viktoria Forst had een bye voor deze ronde.
|               |                               |              |                   |         |
| 22 maart 1914 | Verein Breslauer Sportfreunde | 3 - 2 (n.v.) | Beuthener SuSV 09 | Breslau |
| 22 maart 1914 |                               |              |                   | Breslau |

|               |                  |       |                    |       |
| 22 maart 1914 | FC Askania Forst | 6 - 0 | Deutscher SV Posen | Forst |
| 22 maart 1914 |                  |       |                    | Forst |

|               |              |       |                    |          |
| 22 maart 1914 | ATV Liegnitz | 2 - 3 | SC Preußen Görlitz | Liegnitz |
| 22 maart 1914 |              |       |                    | Liegnitz |

### Halve finale
|              |                               |       |                   |         |
| 5 april 1914 | Verein Breslauer Sportfreunde | 2 - 1 | FC Viktoria Forst | Breslau |
| 5 april 1914 |                               |       |                   | Breslau |

|              |                  |       |                    |       |
| 5 april 1914 | FC Askania Forst | 9 - 0 | SC Preußen Görlitz | Forst |
| 5 april 1914 |                  |       |                    | Forst |

### Finale
|               |                               |       |                  |         |
| 19 april 1914 | Verein Breslauer Sportfreunde | 1 - 3 | FC Askania Forst | Breslau |
| 19 april 1914 |                               |       |                  | Breslau |

Na een scheidsrechterlijke fout bij het tweede doelpunt van Askania diende Breslau een protest in en werd de wedstrijd herspeeld. 
|               |                  |       |                               |       |
| 26 april 1914 | FC Askania Forst | 4 - 0 | Verein Breslauer Sportfreunde | Forst |
| 26 april 1914 |                  |       |                               | Forst |